# Federação Portuguesa de Futebol
Die Federação Portuguesa de Futebol (FPF) ist der Dachverband der portugiesischen Fußballvereine. Er wurde 1914 gegründet mit Sitz in Lissabon. 1923 trat die FPF der FIFA und 1954 der UEFA bei. 2004 richtete die FPF die Fußball-Europameisterschaft aus.
Der aktuelle Verbandspräsident ist seit dem 18. Februar 2025 der einstige FIFA-Schiedsrichter Pedro Proença. Er folgte auf Fernando Soares Gomes da Silva, der das Amt seit dem 17. Dezember 2011 innehatte.

## Wettbewerbe
Unter der Regie der FPF werden der Portugiesische Pokalsieger sowie die Meisterschaft der Amateurligen ausgetragen. Die Meisterschaftsrunden der Profiligen werden gemeinsam mit der Liga Portuguesa de Futebol Profissional organisiert. Des Weiteren ist die FPF der offizielle Veranstalter der nationalen Futsal- (Hallenfußball), Frauen- und Juniorenwettbewerbe, sowie die Dachorganisation der offiziellen Nationalmannschaften.
- Portugiesische Meisterschaft (Primeira Liga)
- Taça de Portugal (seit 1938)
- Portugiesischer Fußball-Supercup (seit 1981)
- Portugiesische Meisterschaft der Frauen (seit 1983)
- Portugiesischer Pokal der Frauen (seit 2003)
- Portugiesischer Fußball-Supercup der Frauen (seit 2015)

## Mitglieder

### Regionale Verbände

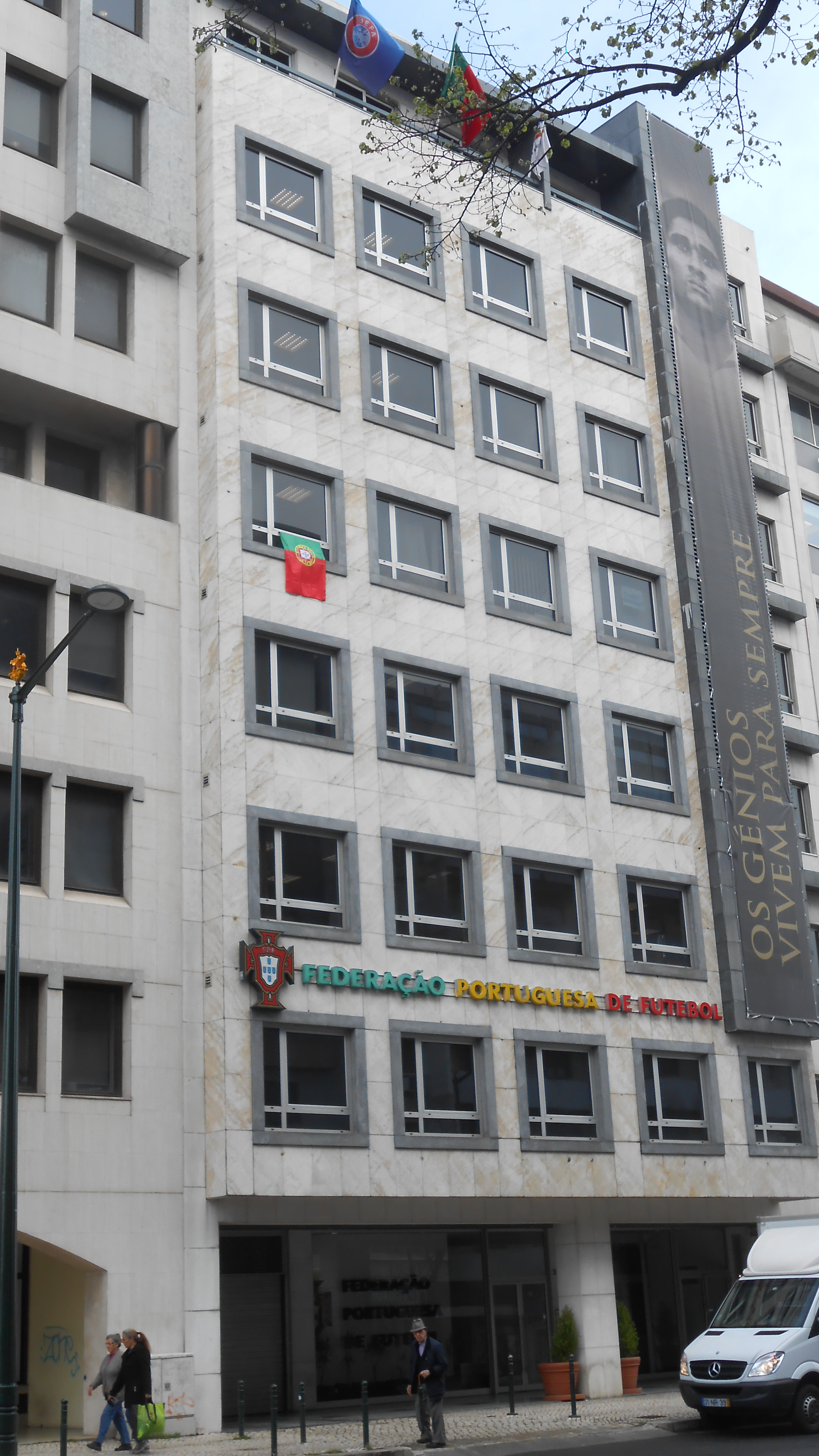
Der Sitz der FPF (März 2014), mit Transparent zum Gedenken an den verstorbenen Eusébio (1942–2014)

Die folgenden regionalen Verbände, deren Gliederung im Wesentlichen der Administrativen Gliederung Portugals entspricht, sind Mitglied der FPF:
- Associação Futebol Algarve
- Associação Futebol Angra do Heroísmo
- Associação Futebol Aveiro
- Associação Futebol Beja
- Associação Futebol Braga
- Associação Futebol Bragança
- Associação Futebol Castelo Branco
- Associação Futebol Coimbra
- Associação Futebol Évora
- Associação Futebol da Guarda
- Associação Futebol Horta
- Associação Futebol Leiria
- Associação Futebol Lisboa
- Associação Futebol Madeira
- Associação Futebol Ponta Delgada
- Associação Futebol Portalegre
- Associação Futebol Porto
- Associação Futebol Santarém
- Associação Futebol Viana do Castelo
- Associação Futebol Vila Real
- Associação Futebol Viseu

### Weitere Mitglieder
- Liga Portuguesa de Futebol Profissional
- Sindicato dos Jogadores Profissionais de Futebol (Gewerkschaft der Profispieler)
- Associação Nacional de Treinadores de Futebol (Landesverband der Trainer)
- Associação Portuguesa de Árbitros de Futebol (Portugiesischer Verband der Schiedsrichter)
- Associação Nacional de Dirigentes de Futebol (Landesverband der Fußballfunktionäre)
- AMEF – Associação Nacional dos Médicos de Futebol (Landesverband der Fußballärzte)
- Associação Nacional de Enfermeiros Desportivos e Massagistas de Futebol (Landesverband der Pfleger und Masseure im Fußballsport)

## Präsidenten der FPF
- 1914–1922 – Sá e Oliveira
- 1922–1925 – Luís Peixoto Guimarães
- 1925–1927 – Franklin Nunes
- 1927–1928 – João Luís de Moura
- 1929 – Luís Plácido de Sousa
- 1930–1931 – Salazar Carreira
- 1931–1932 – Abílio Lagoas
- 1934 – Raúl Vieira
- 1934–1942 – Cruz Filipe
- 1943–1944 – Pires de Lima
- 1944–1946 – Juiz Bento Coelho da Rocha
- 1946–1951 – André Navarro
- 1951–1954 – Maia Lourenço
- 1954–1957 – Ângelo Ferrari
- 1957–1960 – Maia Lourenço
- 1960 – Paulo Sarmento
- 1960–1963 – Francisco Mega
- 1963–1967 – Justino Pinheiro Machado
- 1967–1969 – Cazal Ribeiro
- 1970–1971 – Matos Correia
- 1971–1972 – Jorge Saraiva
- 1972–1974 – Martins Canaverde
- 1974–1976 – Jorge Fagundes
- 1976 – António Ribeiro Magalhães
- 1976–1979 – António Marques
- 1979–1980 – Morais Leitão
- 1980–1981 – António Ribeiro Magalhães
- 1981–1983 – Romão Martins
- 1983–1989 – Silva Resende
- 1989–1992 – João Rodrigues
- 1992–1993 – A. Lopes da Silva
- 1993–1996 – Vítor Vasques
- 1996–2011 – Gilberto Madaíl
- 2011–2025 – Fernando Soares Gomes da Silva
- seit 2025 – Pedro Proença

## UEFA-Fünfjahreswertung
Platzierung in der UEFA-Fünfjahreswertung:
(in Klammern die Vorjahresplatzierung). Die Kürzel CL, EL und CO hinter den Länderkoeffizienten geben die Anzahl der Vertreter in der Saison 2026/27 der Champions League, der Europa League sowie der Conference League an.
- 05.  (05)  Frankreich (Liga, Pokal, Ligapokal) – Koeffizient: 73.093 – CL: 4, EL: 2, CO: 1
- 06.  (06)  Niederlande (Liga, Pokal) – Koeffizient: 67.150 – CL: 3, EL: 2, CO: 1
- 07.  (07)  Portugal (Liga, Pokal) – Koeffizient: 62.266 – CL: 2, EL: 2, CO: 1
- 08.  (08)  Belgien (Liga, Pokal) – Koeffizient: 56.850 – CL: 2, EL: 2, CO: 1
- 09.  (10)  Tschechien (Liga, Pokal) – Koeffizient: 44.100 – CL: 2, EL: 2, CO: 1

Stand: Ende der Europapokalsaison 2024/25